# August Wilhelm von Auenmüller
August Wilhelm Auenmüller, ab 1806 von Auenmüller (* 14. Juli 1754 in Meißen; † 8. April 1815 in Herzberg (Elster)), war ein königlich-sächsischer Major sowie Kreis- und Marschkommissar, der für seine Verdienste in den Reichsadelsstand erhoben wurde.

## Leben und Wirken
Er war der Sohn von Friedrich Gottlob Auenmüller, der das Rittergut Braunsdorf bei Zwickau erwarb. Frühzeitig trat er in den Dienst der kursächsischen Armee. in der er ab 1795 Hauptmann im Chevauxlegers-Regiment "Prinz Johann" war. Als kurfürstlich-sächsischer Kapitän wurde er am 8. April 1806 von Kaiser Franz II. geadelt und ihm wurde ein Wappen verliehen. Der Adel wurde im Königreich Sachsen durch Friedrich August I. am 28. Februar 1807 bestätigt. 
Er ist der Stammvater der adligen Familie von Auenmüller. In der Armee stieg er noch bis zum Major der Kavallerie auf. Als Kreis- und Marschkommissar im oberen Distrikt des Wittenberger Kreises war er zuletzt in Annaburg tätig. Er starb in Herzberg, unmittelbar vor Abtretung dieser sächsischen Gebiete an das Königreich Preußen.